# Lerrain
Lerrain ist eine französische Gemeinde mit 456 Einwohnern (Stand: 1. Januar 2022) im Département Vosges der Region Grand Est. Sie gehört zum Arrondissement Neufchâteau und zum Kanton Darney. Die Bewohner werden Lerrinois und Lerrinoises genannt.

## Geografie

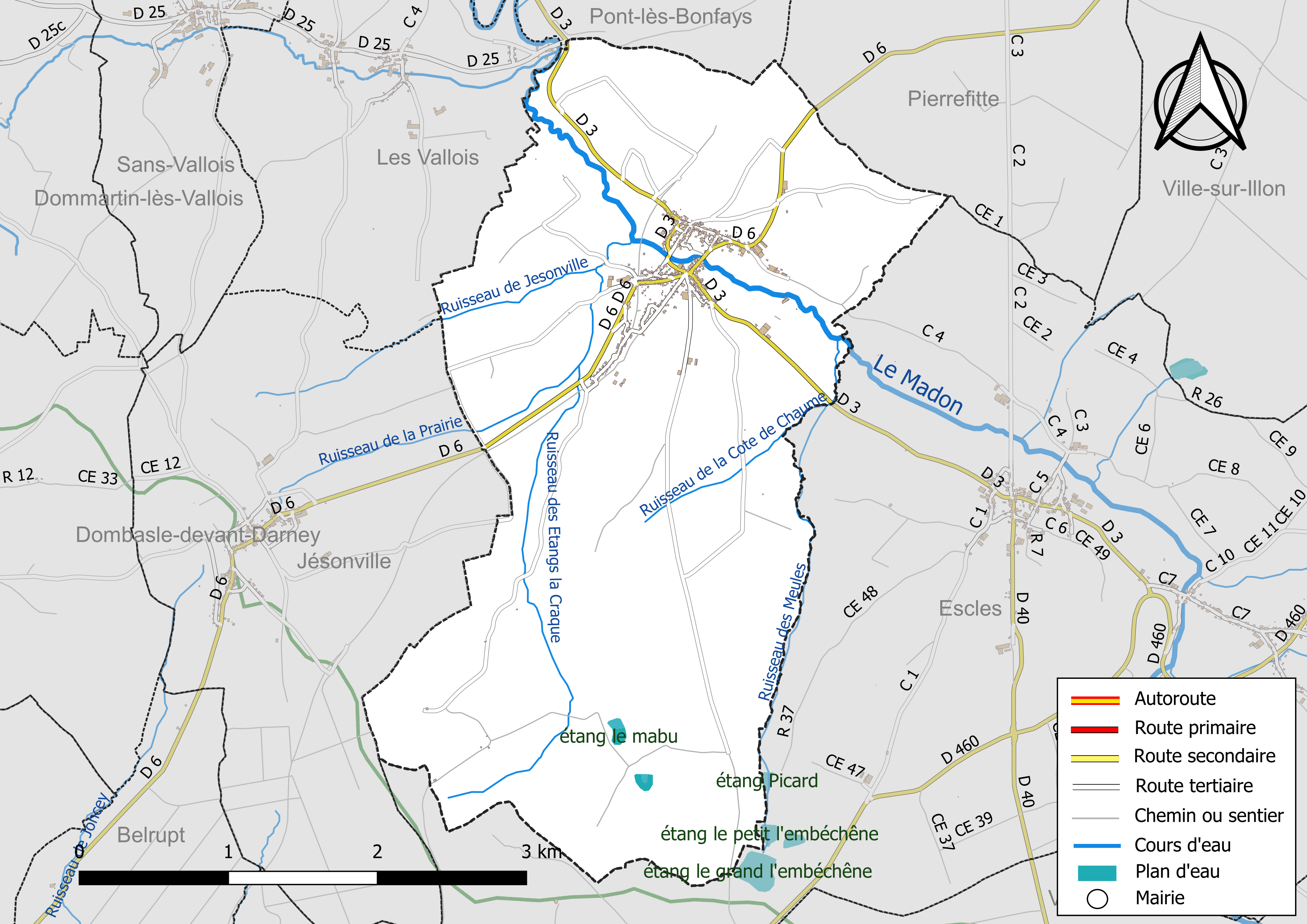
Gewässer und Straßen der Gemeinde

Lerrain liegt am oberen Madon, etwa 17 Kilometer südöstlich von Vittel und etwa 25 Kilometer westlich von Épinal. Die Gemeinde liegt im Einzugsgebiet des Rheins und wird neben dem Madon vom Ruisseau de Jesonville, vom Ruisseau de la Cote de Chaume, vom Ruisseau de la Prairie, vom Ruisseau des Etangs de la Craque und vom Ruisseau des Meules entwässert. Zu Lerrain gehört der Ortsteil La Craque. Über vier Fünftel des Gemeindegebiets werden landwirtschaftlich genutzt.
Nachbargemeinden von Lerrain sind Pont-lès-Bonfays im Norden, Pierrefitte im Nordosten, Escles im Osten und Süden, Jésonville im Westen sowie Les Vallois im Westen und Nordwesten.

## Bevölkerungsentwicklung

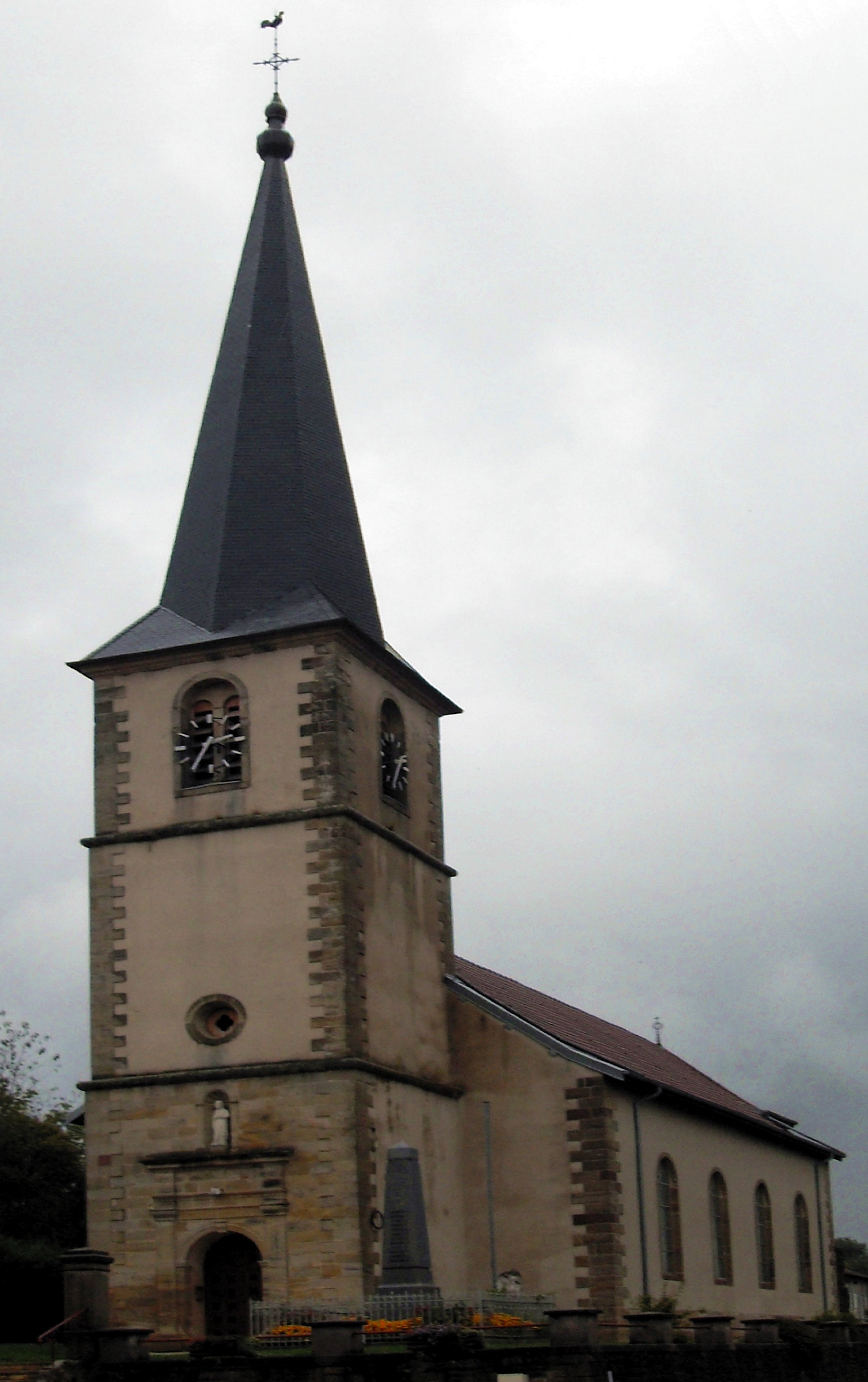
Kirche Saint-Barthélemy

| Jahr      | 1962 | 1968 | 1975 | 1982 | 1990 | 1999 | 2007 | 2019 |
| Einwohner | 461  | 443  | 415  | 422  | 424  | 482  | 461  | 451  |

## Sehenswürdigkeiten
- Kirche Saint-Barthélemy (St. Bartholomäus) von 1730